# Jester Naefe
Jester-Helene Naefe (né le 12 septembre 1924 à Vienne, mort le 6 juillet 1967 à Geretsried) est une actrice allemande.

## Biographie
Jester Naefe est la fille d'un chauffeur de camions. À 16 ans, passionnée par le théâtre, elle part à Berlin pour une formation au Ackermann Theater. Peu après, elle est apparue au théâtre de Breslau et au Intimes Theater de Hambourg. En 1948, le producteur Rolf Meyer la découvre et l'amène au cinéma.
Elle épouse en 1950 en deuxièmes noces Alfred Tauszky, homme d'affaires hongrois. Elle donne naissance à une fille, Vivian, qui sera réalisatrice. Elle arrête sa carrière pour s'occuper de sa famille. Cependant Alfred Tauszky est poursuivi pour fraude fiscale puis la frappe en public. Il part à Rome où elle le rejoint. Naît une deuxième fille, Silvia. En 1953, il abandonne tout et part à Caracas, au Venezuela. Elle décide de retourner en Allemagne, à Munich. Elle reprend sa carrière et gagne le surnom de « Marilyn Monroe » allemande. Le divorce est prononcé en 1956.
En 1957, lors du tournage de La Ragazza della Salina, Jester Naefe éprouve des douleurs à la tête après une bagarre avec Isabelle Corey. Elle arrête à nouveau sa carrière. En 1959, on lui diagnostique une sclérose en plaques. Elle meurt de la maladie le 6 juillet 1957.

## Filmographie
- 1949 : Diese Nacht vergess ich nie
- 1949 : Der Bagnosträfling
- 1949 : Das Fräulein und der Vagabund
- 1949 : Wer bist du, den ich liebe?
- 1954 : Die kleine Stadt will schlafen gehen
- 1954 : La Croix du sentier des chasseurs
- 1954 : Le Destructeur
- 1955 : Die spanische Fliege
- 1955 : Étoile de Rio
- 1955 : Mamitschka (de)
- 1955 : Le Congrès s'amuse
- 1955 : La Princesse et le capitaine
- 1955 : Sonnenschein und Wolkenbruch
- 1956 : Die goldene Brücke (de)
- 1956 : Das Liebesleben des schönen Franz
- 1956 : La Fortune sourit aux vagabonds (Lumpazivagabundus)
- 1957 : Des filles et des hommes (La ragazza della salina) de František Čáp